# Лоуренс, Деннис
Де́ннис Уильям Ло́уренс (англ. Dennis William Lawrence; 1 августа 1974, Морвант) — тринидадо-тобагианский футболист, защитник. Участник чемпионата мира по футболу 2006.

## Карьера

### Клуб
Свою футбольную карьеру Лоуренс начал на родине. Девять лет защитник выступал в чемпионате Тринидада и Тобаго, пока в 2001 году его не заметили скауты «Рексема» и не пригласили его к себе. Ранее к игроку проявляли интерес «Ньюкасл» и «Шеффилд Юнайтед». За валлийский клуб Лоуренс выступал в течение 5 сезонов и был одним из лидеров команды. В 2004 году он был признан лучшим футболистом «Рексема» в сезоне 2003/04.
В 2006 году Лоуренс перешёл в «Суонси Сити» — другой валлийский клуб, выступавший в третьем дивизионе чемпионата Англии. Свой последний сезон за «лебедей» защитник провел в аренде в «Кру Александре».
Завершил свою карьеру футболист на родине в клубе «Сан-Хуан Джаблоти».
Деннис Лоуренс обладает ростом выше 2 метров. Он ему позволял часто подключаться в атаку на стандартные положения и забивать много мячей.

### Сборная
За сборную Тринидада и Тобаго Лоуренс выступал с 2000 по 2009 годы. В 2005 году его гол в ворота сборную Бахрейна в ответном стыковом матче за право выйти на ЧМ-2006 позволил «Соке уориорз» впервые в жизни сыграть на мундиале. Через год на самом мировом турнире Лоуренс провел за сборную все 3 матча в группе.
Всего за национальную команду Деннис Лоуренс сыграл 89 матчей и забил 5 мячей.

### Тренер
В сезоне 2010/11 гг. работал ассистентом у Роберто Мартинеса в «Уигане». Ранее тринидадец играл под руководством испанца в «Суонси».
В 2013 году Мартинес привел Лоуренса в «Эвертон». Там он занимает должность заместителя директора департамента развития. С января 2017 по декабрь 2019 года руководил сборной Тринидада и Тобаго. 25 июня 2021 года вошел в тренерский штаб английского «Ковентри Сити». 12 марта 2022 года после положительного теста у наставника команды Марка Робинса Лоуренс временно возглавлял ее в матче с «Шеффилд Юнайтед» (4:1).

## тче с  Достижения
- Победитель Карибского клубного чемпионата: 2001
- Чемпион Тринидада и Тобаго: 1999